# Edificio del Obrero Extremeño
El edificio del Obrero Extremeño es una construcción de la ciudad española de Almendralejo, en la provincia de Badajoz. Inaugurada en 1930 con el fin de servir como sede de la sociedad El Obrero Extremeño, cuenta con el estatus de Bien de Interés Cultural.

## Descripción
Este edificio se levantó entre 1928 y 1930 como nueva sede de la sociedad, ocupando una parcela a cuadrangular con frente a la calle Carolina Coronado, en Almendralejo. La obra presenta una fachada de 23 metros, estructurándose en tres alturas, las dos inferiores componen una secuencia unitaria consistente en un cuerpo volado, aterrazado con cuatro pares de columnas y balaustradas, coronado por un friso de mosaico con remate de pináculos, todo ello sostenido por cuatro ménsulas dobles de gran cuerpo, avanzando sobre los tres arcos de medio punto que constituyen la planta baja sendas portadas adinteladas, con balcón encima, flanquean por los dos lados este cuerpo principal. Una tercera altura añadida, en la que se abren cinco huecos, cierra por arriba de forma maciza al plano de la fachada. A ambos extremos de la fachada se sitúan dos cartelas ovaladas, con la siguiente descripción: Izquierda: «Se fundó esta sociedad el 24 de diciembre de 1895, fue su primer Presidente don Federico Zambrano González». Derecha: «Se inauguró este edificio el 8 de diciembre de 1930, siendo Presidente don Guillermo Barrero Fernández».
Interiormente, la construcción se articula alrededor de un pequeño patio claustral, constituido por dos amplios arcos de medio punto por cada lado, que apoyan sobre columnas de granito de estilo toscano. Sobre ellos se abren por cada lado tres angostas ventanas balconeras de medio punto con balaustrada. El muro se remata con una cornisa de factura simple apoyada sobre caneles amensulados. La cubierta del pasillo claustral que perimetra el patio es de madera plano, ostentando en la zona baja un zócalo de azulejos de notable interés. Su espacio se añade virtualmente al central, originando un ámbito vividero de gran interés, con marcado carácter andalucista, que comunica con los adyacentes por medio de portadas que rematan también un arco de medio punto. La superficie entre este patio y la fachada, correspondiente a la primera crujía de la construcción, está ocupada por una amplia nave compartimentada en dos áreas. La de la derecha, que sirve de vestíbulo de entrada al edificio, presenta tres escalones en la zona media, y sobre el muro frontal, una hornacina-monumento de mármol, dedicada al primer presidente y fundador de la institución, con su busto y un buen bajorrelieve alegórico, coronada por el escudo de la sociedad. Adosada al vestíbulo por el lado izquierdo se desarrolla una gran sala, con cubierta plana sostenida por cuatro pilares cuadrados, el mismo zócalo de azulejos que en el patio, y amplios ventanales a la calle.
Flanqueando el patio por el costado izquierdo, y ocupando lo que estructuralmente constituyen la segunda y tercera crujías de la construcción aunque formando un ámbito espacial unitario, se prolonga en profundidad otra estancia. Por la parte interior comunica con el patio central a través de tres arcos de medio punto, presentando el mismo zócalo de azulejos ya citados. La cubierta es de bóvedas de arista de estructura carpanel de poca flecha, dividida en dos tramos por un arco perpiaño correspondiente a la crujía. La zona del fondo del patio corresponde a la cuarta crujía, y en ella se sitúa en la actualidad un bar, decorado según el gusto de los años sesenta, en que fue remodelado.
Fue declarado Bien de Interés Cultural, en la categoría de monumento, el 5 de septiembre de 1995, mediante un decreto publicado en el Diario Oficial de Extremadura el 9 de septiembre.